# Малик, Адам
Адам Малик Батубара (индон. Adam Malik Batubara; 22 июля 1917 — 5 сентября 1984) — третий вице-президент Индонезии в 1978—1983 годах. Также в разные годы занимал посты президента Генеральной Ассамблеи ООН, спикера Совета народных представителей, министра иностранных дел Индонезии. Известный дипломат, один из пионеров индонезийской журналистики.

## Происхождение и ранний период жизни
Родился в Пематангсиантаре, (Северная Суматра, Голландская Ост-Индия). После окончания неполной средней школы начал работать владельцем магазина, в свободное время читал книги, расширяя свои познания.
Рано стал интересоваться политикой, в 17 лет стал председателем местной организации Партии Индонезии (Partindo). На этой должности проводил кампанию за то, чтобы голландская колониальная администрация предоставила независимость Индонезии. За участие в этой кампании, которая нарушало запрет колониальной администрации на политические акции был заключён в тюрьму. После освобождения переехал из Пематангсиантара в Джакарту.

## Начало карьеры
После отъезда из родного города работал журналистом, писал для журнала партии Partindo и газеты Pelita Andalas. В 1937 году вместе с коллегами основал информационное агентство Антара, которое позже стало национальным информационным агентством Индонезии.
Сыграл важную роль в событиях, предшествовавших провозглашению независимости Индонезии. 16 августа 1945 года Малик и другие молодые сторонники независимости похитили лидеров националистического движения Сукарно и Хатта. Они привезли их в город Ренгасденклок и потребовали от них провозглашения независимости Индонезии. К этому времени японские оккупационные войска оставили страну. Сукарно и Хатта провозгласили независимость 17 августа 1945 года, вскоре Сукарно стал первым президентом Индонезии, Хатта — первым вице-президентом. После провозглашения независимости Малик основал партию Мурба и использовал её как платформу для продвижения своей кандидатуры в парламент. Также он занимал пост третьего заместителя председателя Центрального национального комитета Индонезии.
Став журналистом и политическим деятелем начал свою карьеру дипломата. В 1959 году был назначен послом Индонезии в СССР и Польше. Через него партия Мурба осуществляла свои тайные контакты с советским руководством. В 1962 году Малик был председателем индонезийской делегации на переговорах о передаче Западного Ириана Индонезии. В то время он занимал пост министра торговли, вскоре его назначили министром по внедрению направляемой экономики в кабинете Сукарно.

## Приход к власти Сухарто
Вместе с Сукарно, на политику которого с каждым годом оказывала всё большее влияние Коммунистическая партия Индонезии (КПИ), Малик основал организацию Сохранение формы сукарноизма (индон. BPS). Эта организация стремилась придать идеям Сукарно антикоммунистический смысл и использовать имя президента для борьбы против КПИ. Сукарно обратил на это своё внимание; в 1965 году BPS была запрещена. Вместе с генералом Абдулом Харисом Насутионом (индон. Abdul Haris Nasution) и Русланом Абдулгани (индон. Ruslan Abdulgani) Малик подвергался активной критике со стороны КПИ из-за своих антикоммунистических взглядов.
В 1966 году стало ясно президент по своему декрету, известному как «Суперсемар», передал свои полномочия генерал-лейтенанту Сухарто. Хотя Сукарно остался в должности президента, фактически власть находилась в руках Сухарто. Вскоре был образован новый кабинет, в котором Малик занял пост министра иностранных дел. Малик, Сухарто и Хаменгкубувоно IX образовали триумвират, стремившийся полностью изменить политику Сукарно.
Как министр иностранных дел, Малик совершал поездки в страны Запада, чтобы договориться о переносе платежей по индонезийским долгам. В 1966 году он покинул партию Мурба для того, чтобы лучше соответствовать экономической политике нового режима, поскольку Мурба как социалистическая сила выступала против иностранных инвестиций. В 1967 году вместе с министрами иностранных дел Малайзии, Филиппин, Таиланда и Сингапура подписал соглашение об образовании АСЕАН. Во время подписания этого соглашения он предложил создать единый фронт для борьбы с коммунистической экспансией во Вьетнаме.

## Карьера при Сухарто
В 1968 году Сухарто был избран президентом Индонезии. После его избрания Малик сохранил пост министра иностранных дел. В 1970 году укрепил своё положение, присоединившись к проправительственной организации Голкар. Малик также желал представлять Индонезию, замещая Сухарто при встречах с первыми лицами других государств, поскольку сам президент не высказывал интереса к внешней политике в первые годы своего правления.
Как министр иностранных дел имел разногласия с генералами, близкими с Сухарто (например, с генералом Мараденом Панггабеаном (индон. Maraden Panggabean)) внешней политики Индонезии в Юго-Восточной Азии. Генералы хотели, чтобы Индонезия теснее сотрудничала в области безопасности со своими соседями по АСЕАН, также они выступали за посылку индонезийских войск на помощь Южному Вьетнаму. С другой стороны, Малик настаивал на том, чтобы в рамках АСЕАН проводилось только экономическое, а не военное сотрудничество. В этом он был поддержан Сухарто. Малик также занимал более мягкую позицию по отношению к Китаю, которую режим Сухарто воспринимал как союзника разгромленной Коммунистической партии Индонезии.
В 1971 году был избран председателем Генеральной Ассамблей ООН.
Принял участие в событиях, последовавших после провозглашения независимости Восточного Тимора от Португалии. Он заверил делегацию Восточного Тимора во главе с Жозе Рамуш-Ортой, что Индонезия не будет вовлечена в кризис в Восточном Тиморе. Сухарто сначала поддерживал позицию невмешательства по отношению к новому государству, но в 1975 году военные убедили его в необходимости вторжения. Восточный Тимор был оккупирован индонезийскими войсками и включён в состав этой страны.
В 1977 году оставил пост министра иностранных дел в связи с переходом на должности председателя Народного консультативного конгресса (НКК) и спикера Совета народных представителей (СНП).

## В должности вице-президента
Должность спикера СНП и председателя НКК занимал недолго. В марте 1978 года Сухарто был переизбран президентом на третий срок. Он ожидал, что Хаменгкубувоно IX вновь станет вице-президентом, но тот отказался от назначения на этот пост. Рассмотрев нескольких кандидатов, Сухарто назначил вице-президентом Адама Малика.
Будучи вице-президентом, Малик не боялся критиковать правительство. В 1979 году он признал, что существующий режим нарушил дух конституции 1945 года. Кроме того, Малик сравнил режим Сухарто с феодализмом, заявив, что правление Сухарто напоминает правление феодальных королей Явы. В 1981 году Малик отозвался о коррупции существующего режима, назвав её «эпидемией».
В 1983 году, после окончания своего срока, покинул пост вице-президента. Его сменил Умар Вирахадикусума.
А. Малик умер 5 сентября 1984 года в Бандунге (Западная Ява) от рака печени.

## Награды
- Индонезия — Национальный герой Индонезии;
- Индонезия — Орден «Звезда Республики Индонезии» 2-й степени (1973)[11];
- Индонезия — Орден «Звезда Махапутра» 1-й степени;
- Индонезия — Орден «Звезда Махапутра» 4-й степени;
- ООН — Премия имени Дага Хаммаршёльда.

## Увлечения
Известен как страстный коллекционер живописи и керамики. В его коллекции важное место занимает собрание русских икон (которые он покупал будучи послом Индонезии в Москве). После смерти Малика в его доме организован музей, где выставлены и его художественные коллекции.